# Wilhelm Pfannkuch
Pour les articles homonymes, voir Pfannkuch.
Wilhelm Pfannkuch, né le 12 novembre 1926 à Kiel où il est mort le 2 septembre 1988, est un musicologue allemand, professeur d'université à l'Institut de musicologie de la Faculté de philosophie de l'Université Christian-Albrecht de Kiel.

## Biographie
Wilhelm Pfannkuch est issu d'une famille protestante-luthérienne. Il est considéré comme un descendant du politicien du SPD Wilhelm Pfannkuch. De 1933 à 1937, il fréquente la volksschule de Kiel et de 1936 à 1943, est membre des Jeunesses hitlériennes de Kiel (HJ). En 1937, il est transféré à l'Oberrealschule (de) de Kiel. De 1943 à 1945, il effectue son service militaire et est brièvement fait prisonnier de guerre. En 1944, il accomplit son Reichsarbeitsdienst en Lituanie. Il obtient ensuite son abitur à Kiel en 1946.
Il étudie la psychologie, la musicologie, la philosophie et la littérature à l'Université de Kiel de 1946 à 1950. Il complète son doctorat en musicologie de 1950 à 1953 sous la direction d'Anna Amalie Abert avec la thèse Das Opernschaffen Ermanno Wolf-Ferraris.
Au cours de sa carrière universitaire, il occupe divers postes à l'Institut de musicologie de la Faculté de philosophie de l'Université de Kiel. De 1950 à 1964, il travaille comme assistant de recherche, assistant scientifique, conseiller scientifique et chargé de cours. Il est ensuite conseiller scientifique et professeur jusqu'en 1969, puis conseiller principal de 1969 à 1972. Il a ensuite travaillé comme directeur académique de musicologie jusqu'à sa mort en 1988.
En plus de ses activités d'enseignement, Pfannkuch fonde en 1952 l' Orchestre de chambre de Kiel, qu'il dirige dès lors. En 1960, il prend également la direction du Kiel Collegium musicum. 
Il était marié et père de trois enfants.

## Récompenses et distinctions
- Ordre du Mérite de la République fédérale d'Allemagne
- 1987 : Ehrenprofessur (de) de l'État du Schleswig-Holstein[1]